# Peñaflor, Chile
Peñaflor este un oraș și comună din provincia Talagante, regiunea Metropolitană Santiago, Chile, cu o populație de 66.619 locuitori (2012) și o suprafață de 69,2 km2.